# Chambœuf, Côte-d'Or
 Chambœuf  là một xã ở tỉnh Côte-d’Or trong vùng Bourgogne-Franche-Comté, phía đông nước Pháp. Khu vực này có độ cao từ 360-551 mét trên mực nước biển.